# Бельгійсько-Люксембурзький економічний союз
Бельгійсько-Люксембурзький економічний союз (нід. Belgisch-Luxemburgse Economische Unie, фр. Union économique belgo-luxembourgeoise, люксемб. Belsch-Lëtzebuerger Wirtschaftsunion, БЛЕС) — економічний та фінансовий союз між Бельгією та Люксембургом, двома країнами, що входять до складу економічного союзу Бенілюкс.
БЛЕС було започатковано відповідно до угоди, підписаної 25 липня 1921 року, яка набрала чинності після її ратифікації Люксембурзькою Палатою депутатів 22 грудня 1922 року. Первинно угоду було укладено терміном на 50 років, який витік 1972; після цього термін дії було продовжено на 10 років до 1982 і знову 1992 року. 18 грудня 2002 року між двома країнами було підписано новий договір.
Відповідно до умов угоди було скасовано економічні кордони, курс бельгійського франка та люксембурзького франка відносно одне одного було зафіксовано (хоч він і переглядався у 1935 та 1944 роках).